# Manim

Logo Manim

Manim (skrót od Mathematical Animation Engine) – otwartoźródłowy silnik do tworzenia animacji matematycznych napisany w języku Python. Powstał w 2015 roku jako narzędzie wewnętrzne Granta Sandersona, autora kanału edukacyjnego 3Blue1Brown. Oprogramowanie dostępne jest w dwóch głównych wersjach: oryginalnej manimgl oraz społecznościowej Manim Community Edition (ManimCE). Rozpowszechniane jest na licencji MIT.

## Historia
Pierwsza wersja Manim powstała w 2015 roku jako autorskie narzędzie Granta Sandersona do tworzenia animacji w filmach publikowanych na kanale 3Blue1Brown.  
W 2020 roku grupa programistów utworzyła fork o nazwie Manim Community Edition (ManimCE), mający na celu ulepszenie dokumentacji, testów oraz otwarcie projektu na szerszy wkład społeczności.

## Funkcje
Manim umożliwia tworzenie animacji sterowanych kodem źródłowym, co pozwala na pełną kontrolę nad ruchem, czasem trwania i efektami wizualnymi. Obsługiwane funkcje obejmują:
- rysowanie figur geometrycznych,
- wyświetlanie tekstu i wzorów w LaTeX,
- generowanie wykresów funkcji matematycznych,
- transformacje i animacje obiektów,
- efekty przejścia i zanikania.

## Wymagania
Do działania ManimCE wymagane są:
- Python w wersji 3.7 lub nowszej,
- FFmpeg,
- OpenGL,
- (opcjonalnie) pełna instalacja LaTeX w celu renderowania równań matematycznych[4].

## Przykład kodu
```
from
 
manim
 
import
 
*

class
 
SquareToCircle
(
Scene
):

    
def
 
construct
(
self
):

        
circle
 
=
 
Circle
()

        
square
 
=
 
Square
()

        
square
.
flip
(
RIGHT
)
.
rotate
(
-
3
*
TAU
/
8
)

        
circle
.
set_fill
(
PINK
,
 
opacity
=
0.5
)

        
self
.
play
(
Create
(
square
))

        
self
.
play
(
Transform
(
square
,
 
circle
))

        
self
.
play
(
FadeOut
(
square
))

```

## Zastosowania
Manim wykorzystywany jest w filmach edukacyjnych, prezentacjach naukowych oraz materiałach szkoleniowych. Najbardziej znanym przykładem jego zastosowania są animacje na kanale 3Blue1Brown. Powstają także projekty pokrewne, jak ManimML, wspomagające wizualizację modeli uczenia maszynowego.

## Społeczność
Rozwój ManimCE koordynuje społeczność skupiona wokół platform GitHub, Discord i forów programistycznych. W oficjalnej dokumentacji znajduje się galeria przykładów zawierająca kod i animacje. Aktualnie ManimCE działa na wersji 0.19.